# Buffalo Creek (Middle Fork Powder River)
Der Buffalo Creek ist ein etwa 75 km langer, rechter Nebenfluss des Middle Fork Powder River im Zentrum des US-Bundesstaates Wyoming.

## Verlauf
Der Buffalo Creek entsteht durch den Zusammenfluss von Middle Fork Buffalo Creek und North Fork Buffalo Creek im nordwestlichsten Natrona County auf einer Höhe von 2309 m. Von dort fließt er durch mehrere Schluchten in östliche Richtung und wendet sich bei Einmündung des Baker Creek nach Nordosten. In stark mäandrierendem Verlauf fließt der Buffalo Creek durch ein Hochtal in den südlichen Bighorn Mountains und erreicht das Johnson County. Nach mehreren Schlenkern wendet er sich letztendlich nach Norden und erreicht den historisch bedeutsamen Pass Hole-in-the-Wall, wo er westlich des Steamboat Rock nach etwa 75 km auf einer Höhe von 1546 m von rechts in den hier nach Nordosten fließenden Middle Fork Powder River mündet. Der Buffalo Creek ist der längste Zufluss des Middle Fork Powder River. 

## Hydrologie
Der Buffalo Creek ist als Nebenfluss des Middle Fork Powder River Teil des Einzugsgebietes des Powder River, der über Yellowstone River, Missouri und Mississippi in den Golf von Mexiko entwässert. Das Einzugsgebiet des Buffalo Creek umfasst ein Areal von etwa 630 km² und grenzt an die Einzugsgebiete von South Fork Powder River im Osten und Südosten, Badwater Creek im Südwesten, Nowood River im Nordwesten sowie Middle Fork Powder River im Norden. Der mittlere Abfluss am Pegel Arminto beträgt 0,16 m³/s, die größten Abflüsse finden sich in den Monaten Mai und Juni.

## Geschichte
Der abgelegene Hole-in-the-Wall-Pass am Zusammenfluss von Middle Fork Powder River und Buffalo Creek wurde im späten 19. Jahrhundert von verschiedenen Banditen und Gesetzlosen als Unterschlupf genutzt. Sundance Kid und Butch Cassidy führten ab 1896 eine Bande an, die bald als The Wild Bunch („Der wilde Haufen“) bekannt wurde. Am Hole-in-the-Wall-Pass hatte The Wild Bunch zusammen mit anderen Banden einen Unterschlupf. Der lose Zusammenschluss von Gesetzlosen wurde nach dem Schlupfwinkel als Hole-in-the-Wall-Gang bezeichnet. Ende 1898 hatten die Viehzüchter und Eisenbahnunternehmer das Gebiet wieder unter Kontrolle.

## Belege
1. 1 2 3 4 5  Buffalo Creek. In: Geographic Names Information System. United States Geological Survey, United States Department of the Interior (englisch).
2. ↑  USGS 06309280 BUFFALO C BL NF BUFFALO C NR ARMINTO WY. Abgerufen am 11. April 2025.
3. ↑  The Hole-in-the-Wall. Bureau of Land Management, 18. Juni 2010, abgerufen am 3. Oktober 2024.